# Eichlaide
Eichlaide ist eine zur Stadt Waldenburg im Landkreis Zwickau (Freistaat Sachsen) gehörige Siedlung. Sie wurde vor 1880 nach Altwaldenburg eingemeindet, mit der die sie am 1. April 1934 zur Stadt Waldenburg kam.

## Geografie

### Geografische Lage und Verkehr
Eichlaide liegt im östlichen Stadtgebiet von Waldenburg am Westufer der Zwickauer Mulde. Durch den Ort verläuft die Bundesstraße 175. 

### Nachbarorte
| Dürrenuhlsdorf         | Schlagwitz                                  | Niederwinkel |
| Altwaldenburg          | Kompassrose, die auf Nachbargemeinden zeigt |              |
| Waldenburg (Oberstadt) | Altstadt Waldenburg                         |              |

## Geschichte

Eichlaide, Gasthof Weißes Roß

Die zwischen einem Waldgebiet im Westen und der Aue der Zwickauer Mulde im Osten gelegene Siedlung Eichlaide wurde im Jahr 1720 als „Nieder Aue, an der Moldau zw. dem Holtze die Eichleite u. dem Weinberge“ erwähnt. Kirchlich war Eichlaide immer nach Waldenburg gepfarrt. Bezüglich der Grundherrschaft gehörte Eichlaide bis ins 19. Jahrhundert als Amtsdorf zur schönburgischen Herrschaft Waldenburg. Nachdem auf dem Gebiet der Rezessherrschaften Schönburg im Jahr 1878 eine Verwaltungsreform durchgeführt wurde, kam Eichlaide im Jahr 1880 zur neu gegründeten sächsischen Amtshauptmannschaft Glauchau. Zu dieser Zeit war der Ort bereits nach Altwaldenburg eingemeindet worden. Mit der Eingemeindung von Altwaldenburg nach Waldenburg kam auch Eichlaide am 1. April 1934 zur Stadt Waldenburg.
Durch die zweite Kreisreform in der DDR kam Eichlaide als Teil der Stadt Waldenburg im Jahr 1952 zum Kreis Glauchau im Bezirk Chemnitz (1953 in Bezirk Karl-Marx-Stadt umbenannt), der ab 1990 als sächsischer Landkreis Glauchau weitergeführt wurde und 1994 im Landkreis Chemnitzer Land bzw. 2008 im Landkreis Zwickau aufging.

## Sehenswürdigkeiten

Schieferbrücke Eichlaide

- Schieferbrücke Eichlaide